# Pârâienii de Mijloc
Pârâienii de Mijloc – wieś w Rumunii, w okręgu Vâlcea, w gminie Livezi. W 2011 roku liczyła 327 mieszkańców.